# 대한민국 형법 제254조
대한민국 형법 제254조는 살인죄 미수범에 대한 형법각칙의 조문이다.

## 조문
제254조(미수범) 전 4조의 미수범은 처벌한다.

第254條(未遂犯) 前4條의 未遂犯은 處罰한다.

## 참고 문헌
- 김재윤, 손동권, 『새로운 형법각론』, 율곡출판사, 2013. ISBN 9788997428342

## 같이 보기
- 살인죄